# آرثر أنتوني باومان
آرثر أنتوني باومان (بالإنجليزية: Arthur Anthony Baumann)‏ هو سياسي بريطاني (وحمل سابقاً جنسية المملكة المتحدة لبريطانيا العظمى وأيرلندا)، ولد في 9 يناير 1856، وتوفي في 20 يونيو 1936. حزبياً، نشط في حزب المحافظين. في الانتخابات العمومية البريطانية 1885 ‏، انتخب عضو برلمان المملكة المتحدة الـ23 عن دائرة Peckham ‏ (24 نوفمبر 1885 – 26 يونيو 1886) وفي الانتخابات العمومية البريطانية 1886 ‏، انتخب عضو برلمان المملكة المتحدة الـ24 عن دائرة Peckham ‏ (1 يوليو 1886 – 28 يونيو 1892).